# Gat birmà

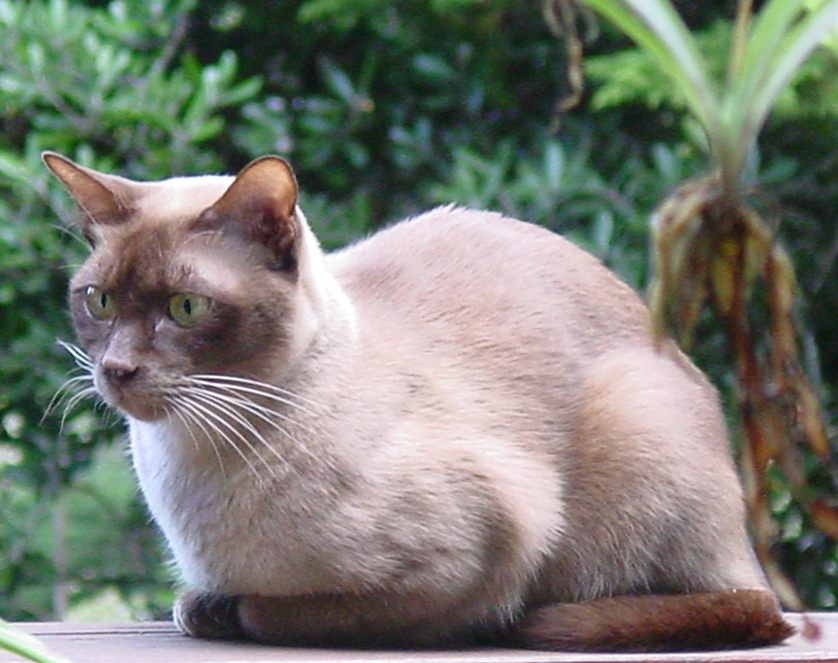
Gat birmà americà.

El gat birmà és una raça de gat domèstic originària de Tailàndia, es divideix en dos grups: birmà americà i birmà anglès.

## Història
Aquesta raça de gat va ser creada l'any 1930 pel Dr. G. Thompson, que mitjançant la selecció dels encreuaments adequats va obtenir una raça de Birmà pur.

## Descripció
El seu coll és curt, amb molt poc pèl, el seu cap és rodó, té orelles mitjanes i ulls brillants. Originalment, els gats birmans eren exclusivament marrons però els anys de criança selectiva han produït una gran varietat de colors. Diferents associacions tenen regles diferents sobre quin d'aquests compten com a Birmà. Els gats birmans són coneguts per ser sociables i amigables amb els éssers humans, així com molt intel·ligents. També són molt vocals, i criden sovint als seus propietaris.

## Varietats
Com a resultat d'aquests programes de cria per separat, els birmans anglesos són diferents dels americans. El birmà anglès tendeix a ser més oriental, amb un rostre més triangular, mentre que el birmà americà és rabassut i arrodonit en el cos, cap, ulls i peus; amb galtes plenes i amb musell curt.

## Galeria

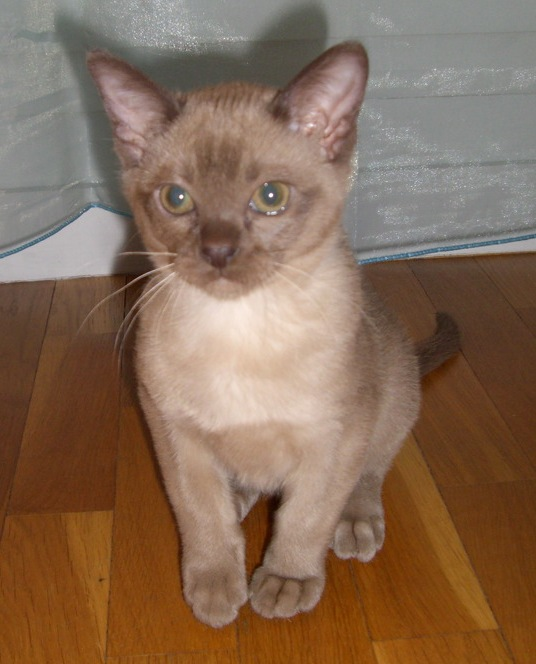
Birmà xocolata (3 mesos)
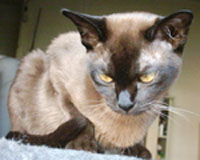
Birmà anglès
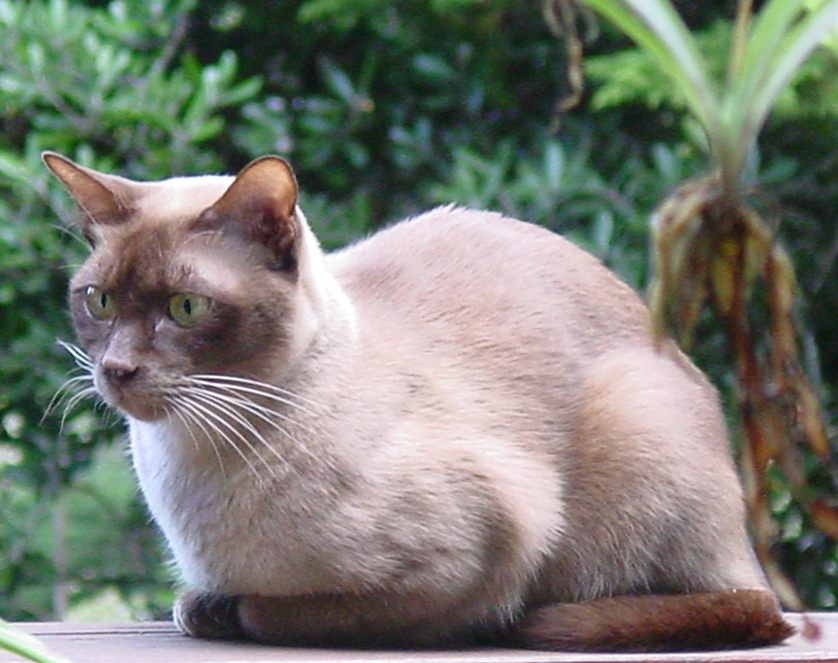
Birmà anglès xocolata
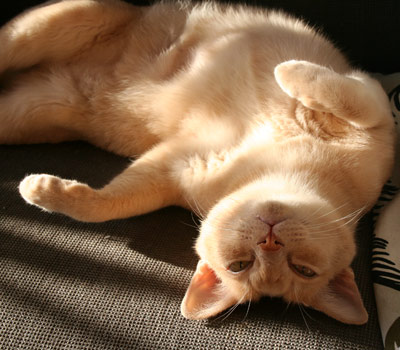
Birmà anglès crema
Birmà anglès mascle marró d'un any
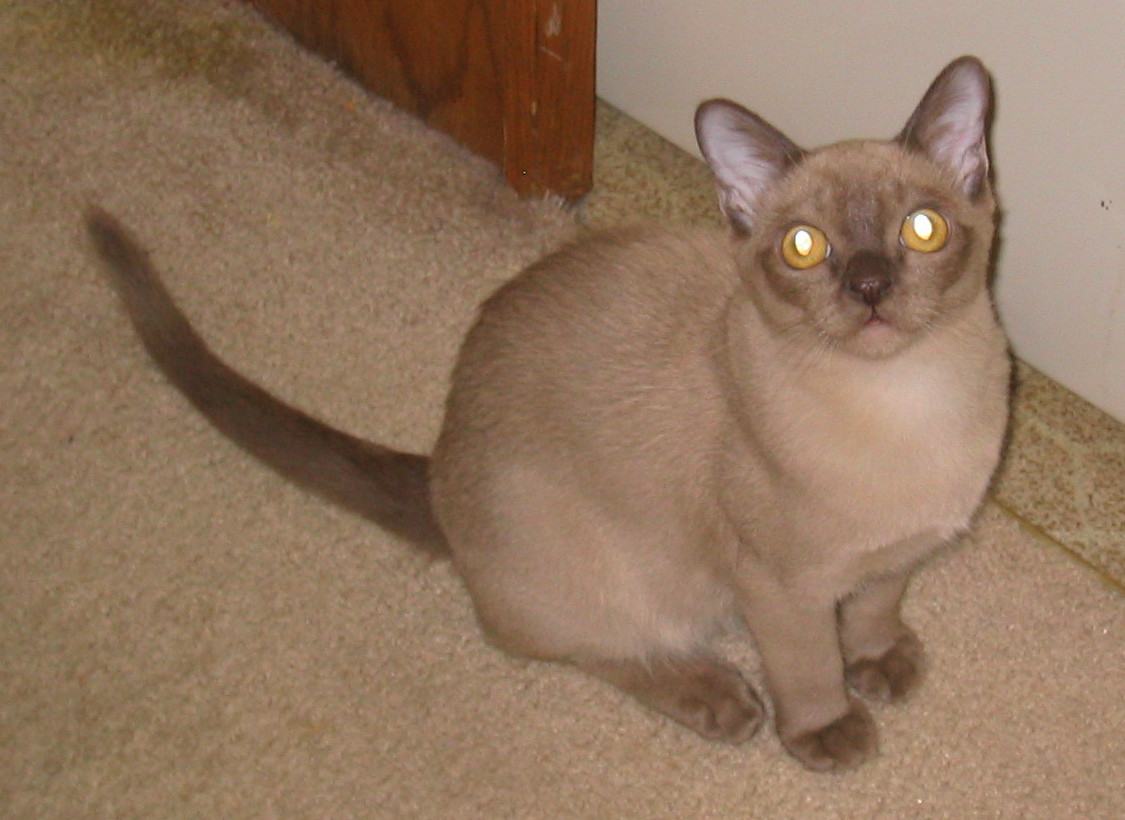
Birmà americà Champagne
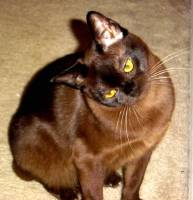
Birmà americà mascle d'un any (Pedigree Sable)
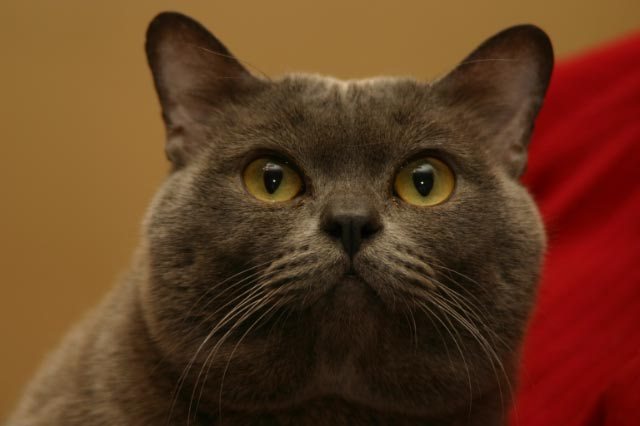
Birmà americà blau mascle d'un any
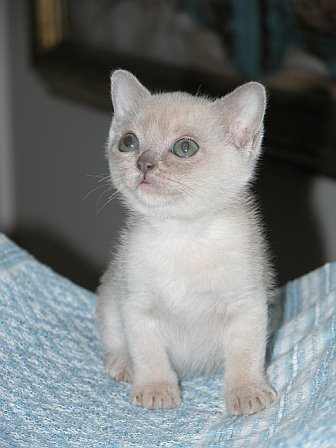
Birmà americà platejat femella
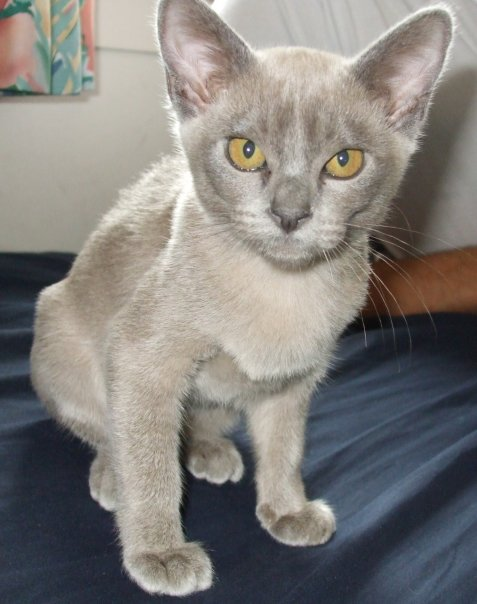
Birmà australià blau
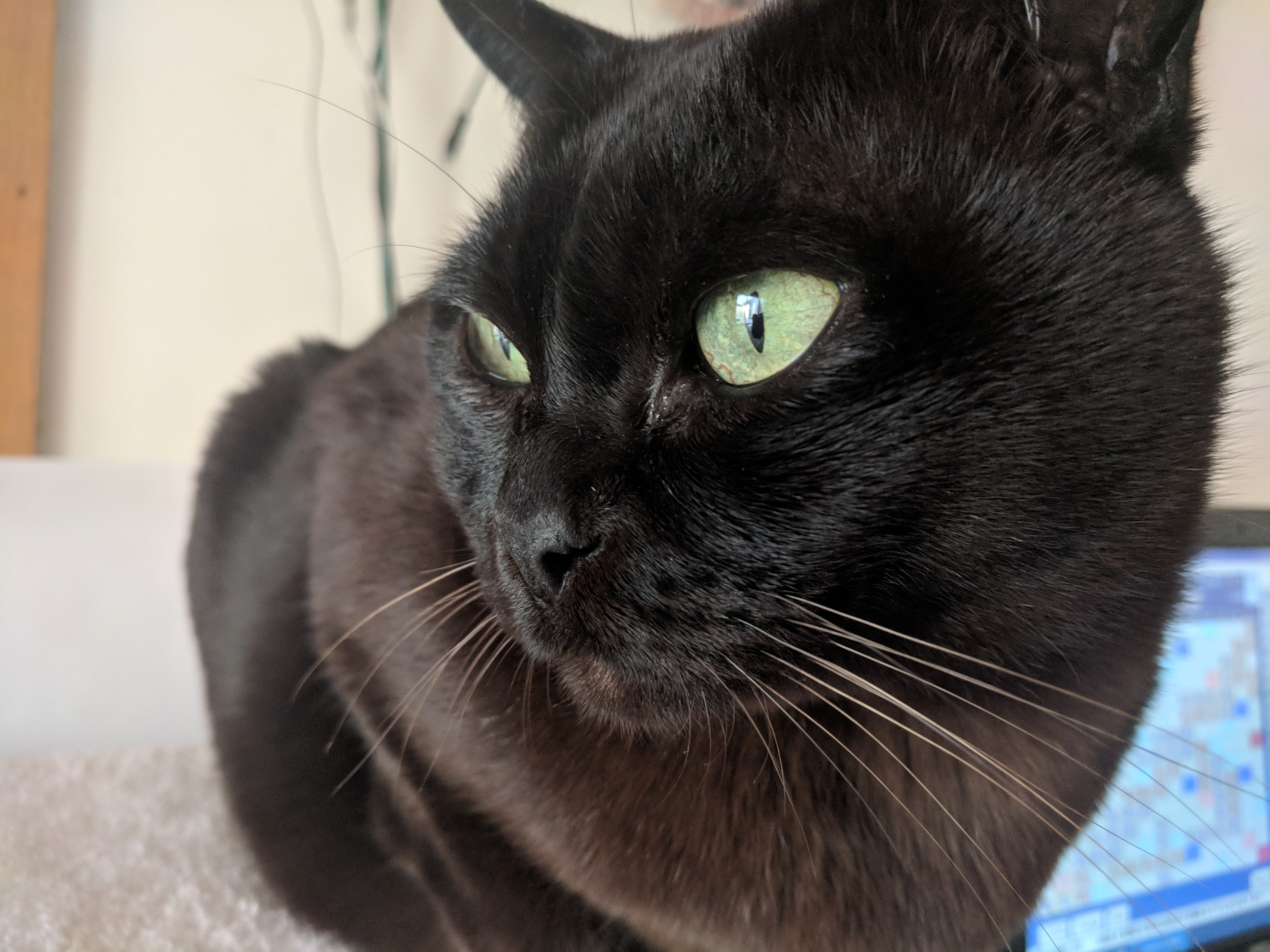
Birma Sable
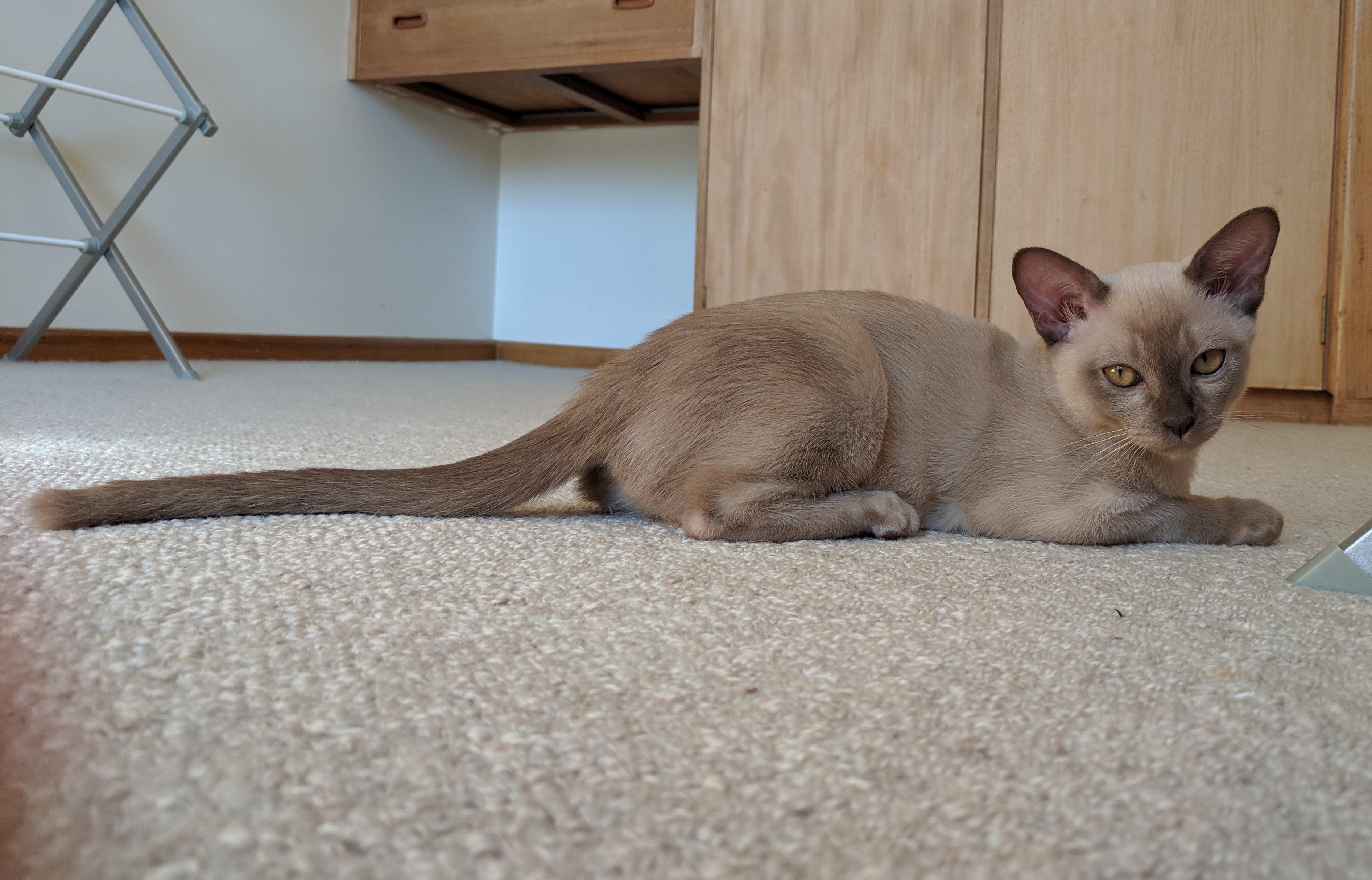
Champagne Kitten